# Hokiang
Hokiang var en provins i nordöstra Kina. Det är en av de nio provinser som grundades av Republiken Kina i Manchuriet efter andra världskriget. Huvudstad var Kiamusze. Eftersom den nationalistiska regeringen aldrig hade full kontroll över området och den kommunistiska regeringen hade andra åsikter har denna provins i verkligheten bara existerat på kartan.
Området omfattade i stort sett de nuvarande prefekturerna Hegang, Jiamusi, Jixi, Qitaihe och Shuangyashan.
1949 slogs Hokiang samman med Sungkiang och 1954 slogs hela området samman med Heilongjiang-provinsen. Även om provinsen inte längre existerar så markeras provinsen på officiella kartor publicerade i Republiken Kina på Taiwan.